# Răjaveț, Pernik
Răjaveț (în bulgară Ръжавец) este un sat în comuna Breznik, regiunea Pernik,  Bulgaria. 

## Demografie
Componența etnică a satului Răjaveț
     Bulgari (100%)
     Nicio identificare (0%)
     Altele (0%)
La recensământul din 2011, populația satului Răjaveț era de 17 locuitori. Din punct de vedere etnic, toți locuitorii erau bulgari.